# Haruki Seto
Haruki Seto (瀬戸 春樹 Seto Haruki?), född 14 mars 1978 i Toyama prefektur, är en japansk före detta fotbollsspelare.
Seto började sin karriär 1996 i Yokohama Flügels. Med Yokohama Flügels vann han japanska cupen 1998. Efter Yokohama Flügels spelade han för Albirex Niigata, Oita Trinita, Balestier Khalsa och Geylang United. Han avslutade karriären 2009.